# Air Liquide
Air Liquide é uma empresa francesa que atua no segmento de gases industriais. A Air Liquide presta serviços para várias indústrias, incluindo fabricantes de produtos médicos, químicos e eletrônicos. 
Fundada em 1902 possui operações em mais de 80 países. Tem sede em Paris, na França. No Brasil atua desde 1945 e emprega aproximadamente 1 200 profissionais.